# Yellowknife
Yellowknife er siden 1967 hovedbyen i det canadiske territorium Northwest Territories. Byen har ca. 20.000 indbyggere og ligger, hvor Yellowknife River løber ud i Great Slave Lake. Byen blev grundlagt i 1930'erne.
Yellowknife er opkaldt efter indianerstammen yellowknives, der lavede knive af kobber.
Northwest Territories har otte officielle sprog, i Yellowknife er de mest talte engelsk, fransk, chipewyan og dogrib.
I byen er der en række miner med blandt andet guld og kobber.  Det mindre flyselskab Buffalo Airways har hub i Den nærliggende Yellowknife Airport.